# Квасівська сільська рада (Горохівський район)
Ква́сівська сільська́ ра́да — адміністративно-територіальна одиниця та орган місцевого самоврядування в Горохівському районі Волинської області. Адміністративний центр — село Квасів.

## Загальні відомості
- Територія ради: 33,4 км²
- Населення ради: 1187 осіб (станом на 2001 рік)
- Територією ради протікає річка Гнила Липа

## Населені пункти
Сільраді підпорядковані населені пункти:
- с. Квасів
- с. Крижова
- с. Охлопів

## Населення
Згідно з переписом УРСР 1989 року чисельність наявного населення сільської ради становила 1331 особа, з яких 585 чоловіків та 746 жінок.
За переписом населення України 2001 року в сільській раді мешкали 1183 особи.

### Мова
Розподіл населення за рідною мовою за даними перепису 2001 року:
| Мова       | Відсоток |
| ---------- | -------- |
| українська | 99,41 %  |
| російська  | 0,59 %   |

## Склад ради
Рада складається з 12 депутатів та голови.
- Голова ради: Ворончук Надія Миколаївна
- Секретар ради: Паляничко Мирослава Степанівна

### Керівний склад попередніх скликань
| Прізвище, ім'я, по батькові | Основні відомості                                                 | Дата обрання | Дата звільнення |
| --------------------------- | ----------------------------------------------------------------- | ------------ | --------------- |
| Ворончук Надія Миколаївна   | Сільський голова, 1962 року народження, освіта вища, позапартійна | 26.03.2006   | 31.10.2010      |
| Ворончук Надія Миколаївна   | Сільський голова, 1962 року народження, освіта вища, позапартійна | 31.10.2010   | 25.10.2015      |
| Ворончук Надія Миколаївна   | Сільський голова, 1962 року народження, освіта вища, безпартійна  | 25.10.2015   |                 |

Примітка: таблиця складена за даними сайту Верховної Ради України та ЦВК

### Депутати VII скликання
За результатами місцевих виборів 2015 року депутатами ради стали:

#### За суб'єктами висування
| Суб'єкт висування | Кількість обраних депутатів | %      |
| ----------------- | --------------------------- | ------ |
| Самовисування     | 12                          | 100.00 |

#### За округами
| № округу | Прізвище, ім'я, по батькові    | Ким висунуто  | Дата нар.  | Освіта              | Партійна приналежність | Відомості                     |
| -------- | ------------------------------ | ------------- | ---------- | ------------------- | ---------------------- | ----------------------------- |
| 1        | Поліщук Олена Василівна        | Самовисування | 29.03.1983 | загальна середня    | безпартійна            | Не працює                     |
| 2        | Поліщук Віталій Степанович     | Самовисування | 18.05.1971 | професійно-технічна | безпартійний           | Сільська рада, землевпорядник |
| 3        | Поліщук Василь Ярославович     | Самовисування | 14.01.1988 | професійно-технічна | безпартійний           | Не працює                     |
| 4        | Рибчук Ірина Василівна         | Самовисування | 17.04.1984 | професійно-технічна | безпартійна            | ФАП с. Квасів, фельдшер       |
| 5        | Голубовський Юрій Андрійович   | Самовисування | 01.03.1976 | професійно-технічна | безпартійний           | Не працює                     |
| 6        | Омельчук Андрій Віталійович    | Самовисування | 27.08.1978 | вища                | безпартійний           | Магазин, підприємець          |
| 7        | Притула Оксана Євгеніївна      | Самовисування | 18.09.1979 | професійно-технічна | безпартійна            | Не працює                     |
| 8        | Шейник Галина Степанівна       | Самовисування | 14.07.1966 | професійно-технічна | безпартійна            | Сільська рада, прибиральниця  |
| 9        | Паляничко Мирослава Степанівна | Самовисування | 24.01.1965 | вища                | безпартійна            | Сільська рада, секретар       |
| 10       | Бачинська Євгенія Василівна    | Самовисування | 19.11.1961 | професійно-технічна | безпартійна            | Не працює, пенсіонер          |
| 11       | Ониськів Леся Володимирівна    | Самовисування | 25.10.1981 | професійно-технічна | безпартійна            | Магазин, продавець            |
| 12       | Фудина Оксана Євгенівна        | Самовисування | 10.09.1982 | професійно-технічна | безпартійна            | НД «Просвіта», директор       |